# ガーンジーの旗

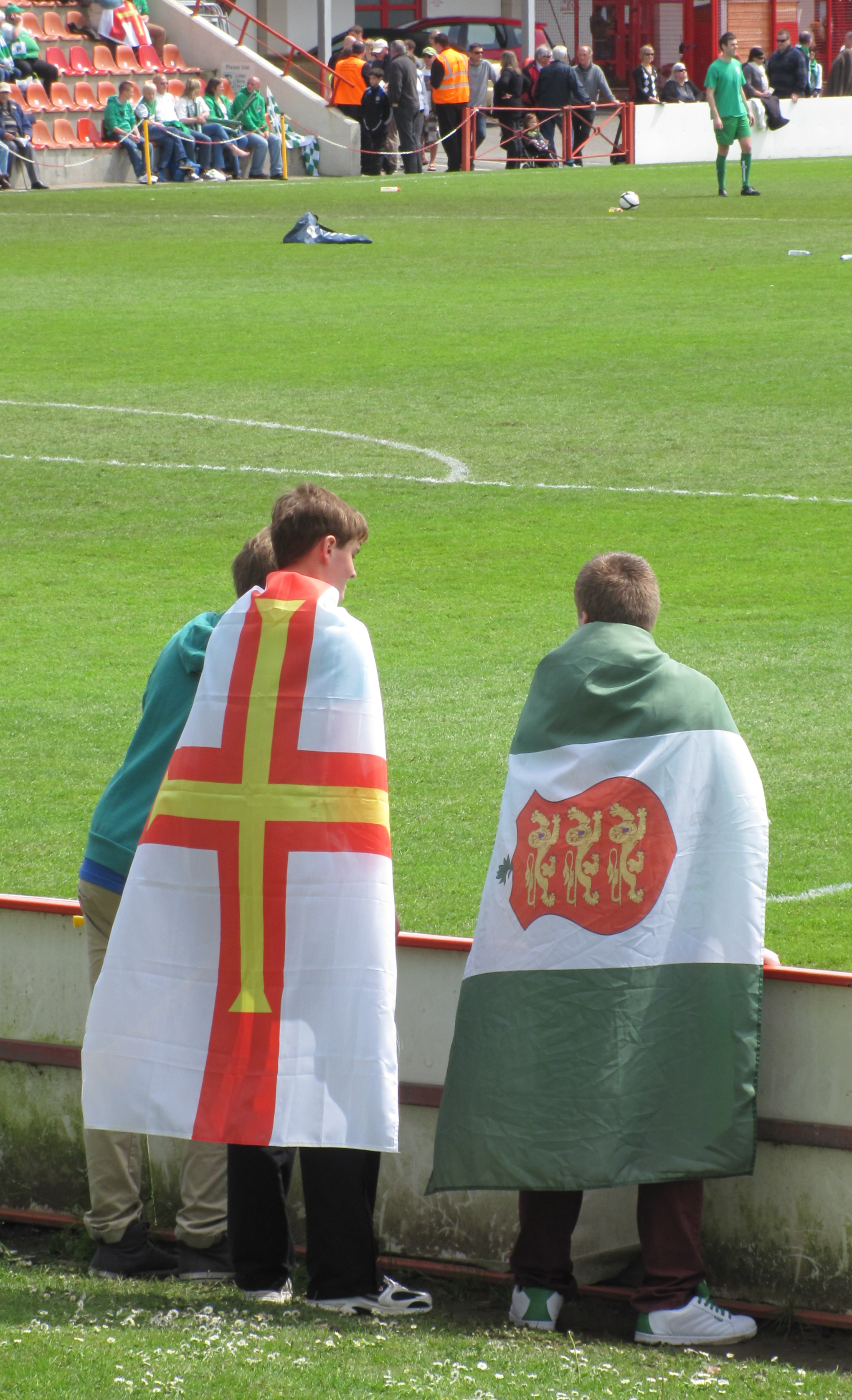
ムラッチ・カップでガーンジーの公式旗と非公式旗を着用するサッカーガーンジー島代表のファン

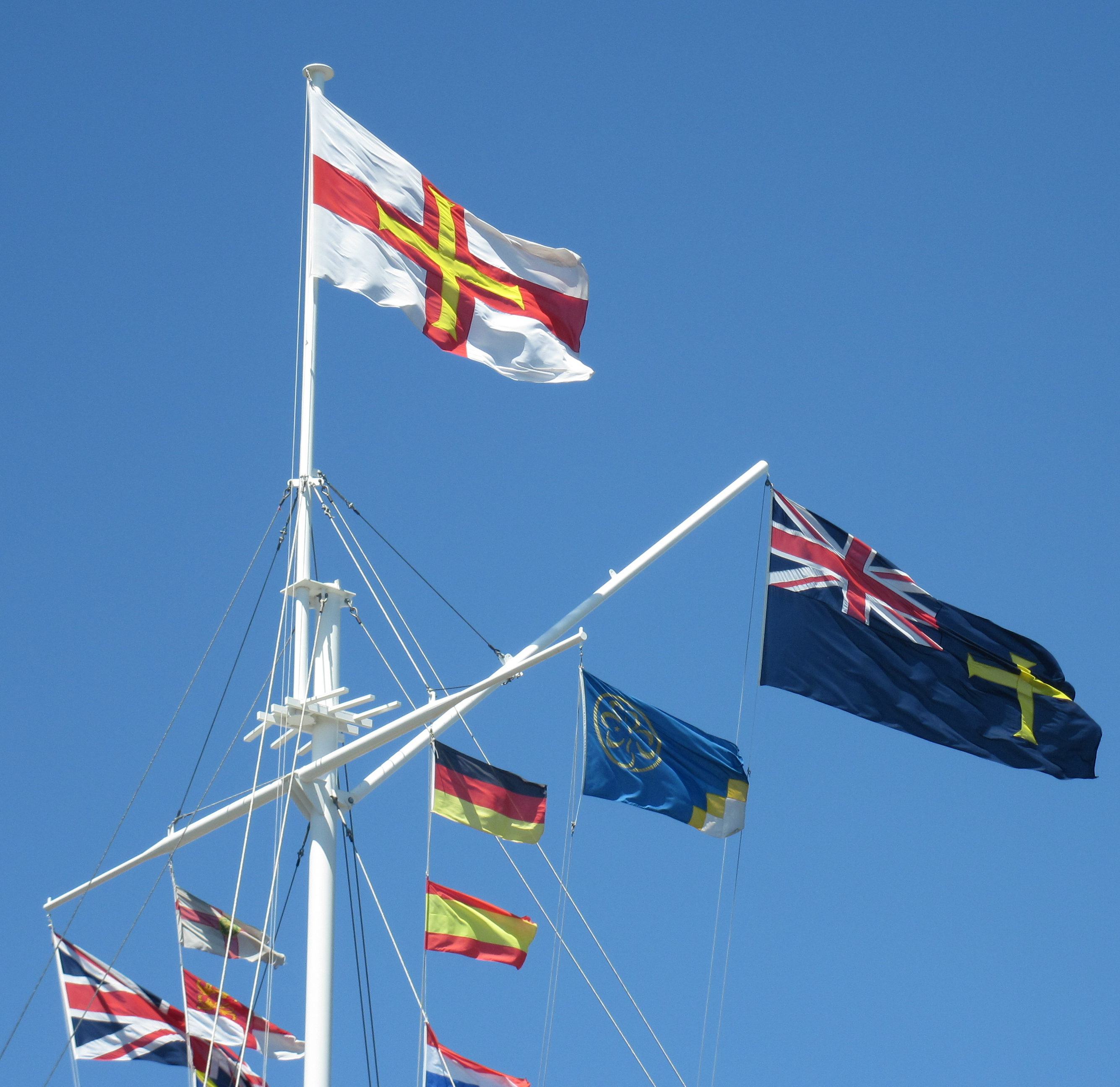
ガーンジーの旗と政府旗

現在のガーンジーの旗は1985年に制定された。イングランドの国旗の白地に赤い十字（聖ジョージ十字）が基になっているが、赤い十字の中にノルマン人の金色の十字が付け加えられている。1936年にガーンジーはイングランドの国旗と全く同じ、白地に赤の十字の旗を国旗として使用することを許されていた。しかしスポーツなどの国際イベントでイングランドとガーンジー島が同じ旗を使うことによる混乱から新たな旗の構想が持ち上がった。1985年当時副代官（Deputy Bailiff）を務めていたグレアム・ドーリーが議長を務めるガーンジー島地域旗調査委員会により金色の十字が追加された旗がデザインされ、1985年2月15日に初めて掲揚された。金色の十字はノルマンディー公ギヨーム（ノルマン・コンクエスト後にイングランド王ウィリアム1世となる）を表し、ヘイスティングズの戦いでローマ教皇アレクサンデル2世から賜った金の十字を描いた旗を掲げていたとされる。、2000年以降、イギリスの商船旗レッド・エンサインに金色の十字を書き加えた旗は、ガーンジー島の商船旗になっており、同様のデザインのブルー・エンサインも政府旗として用いられている。

## 歴史
1985年以前、ガーンジーは独自の旗を公式に持たず、必要に応じて聖ゲオルギウス十字（イングランドの国旗）を代わりに用いていた。これは1936年に国王エドワード8世がガーンジーに対してイングランドの国旗を使用する権利を与えたためであった。ドイツ軍による占領中、住人はイギリスの公的シンボル掲揚を禁じられていたが、イングランド国旗の使用は市民に許されていた。ガーンジー政府は1906年及び1935年にガーンジーの旗に関する公式の勉強会を開催した。1983年、イングランド国旗との紛らわしさからガーンジー代官は新たな旗の選定が必要だと述べた。1982年コモンウェルスゲームズではガーンジー代表がイングランド国旗を掲げて出場したことから、一部の他国選手からイングランド代表が2チーム参戦しているのではないかとの疑惑が生じ、この混乱から新たな旗の制定が急がれた。

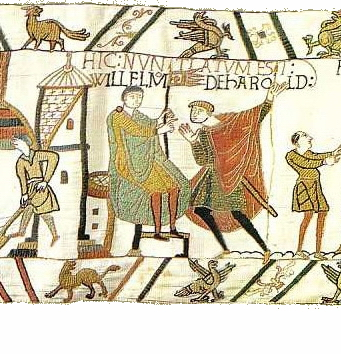
バイユーのタペストリーで金十字の旗を掲げるウィリアム征服王。ガーンジーの旗のデザインの元となった。

ガーンジー島地域旗調査委員会の副代官グレアム・ドーリー卿によって調査が行われた。委員会では多数のデザインが検討された。緑色の使用が検討されたが、実際に緑色がガーンジーのシンボルとされた事例はムラッチ・カップでガーンジー代表がチームカラーとして用いたことのみだった。聖ゲオルギウス十字の上にガーンジーの紋章を置くデザインも検討されたが、遠目で認識できないとして却下された。またイングランドのシンボルに焦点を当てており、ガーンジーの独立やノルマン人の歴史を無視しているのも却下の理由であった。その後委員会は金の十字を聖ゲオルギウス十字に置くと決定した。金の十字はバイユーのタペストリーに描かれたヘイスティングスの戦いでウィリアム征服王のシンボルとして軍旗に用いられていた。軍旗はローマ教皇アレクサンデル2世がノルマン・コンクエストへの祝福およびイングランド教会の聖職者に対しギヨーム（ウィリアム）への協力を呼び掛けるために授けたものであった。新しい旗のデザインは島民がノルマン人の子孫であり、なおかつイングランド・イギリス王室へ忠誠を誓っていることを示している。1985年にノルマンディー公エリザベス2世は勅令によって旗を公認している。1985年2月15日にはじめて公表され、5月9日の解放記念日、第二次世界大戦中ドイツ軍の占領からのチャンネル諸島解放40周年を祝う式典内で初めて掲揚された。
その後、グロス・ロック祭（Grosse Rocque）でユニオンジャックの代わりに8月のバンク・ホリデーで掲揚されるようになった。旗は1年間掲揚されたのち、新品と交換される。ユニオンジャックが掲揚される特定の日を除き、ガーンジーの旗はガーンジー政府の建物に掲揚される。特定の日の多くは年長の王族誕生日の他、コモンウェルスデーやリメンブランス・サンデーを含む。旗はヘイスティングスの戦いの記念日にも公共の場で掲揚される。
旗は1993年制定のオルダニーの旗の他、様々なシンボルに影響を与えている。2011年、ガーンジー救急救助課はガーンジーの旗を元にした聖ゲオルギウス十字とノルマン金十字の組み合わせに聖ジョン騎士団のマルタ十字で覆蓋した新しいロゴを公開した。2012年11月、ガーンジー代官区のセントジョンアンビュランスは礼拝でイングランドに属す Commandery に昇格し、イギリス紋章院からガーンジーの旗の要素を含む新しい旗を授与された。
旗は広く支持されているわけではない。ガーンジーのスポーツ愛好家の一部は現行の旗にガーンジーのスポーツカラーの緑や紋章がないことに不満を表している。2000年代、緑・白の三帯旗にガーンジーの紋章を中央に置いた非公式のスポーツ旗がスポーツ愛好家のために制定された。

## エンサイン
ガーンジーの旗と同時に勅令で商船旗のデザインが定められた。イギリスのレッド・エンサインにガーンジーの金十字を重ねたものであり、ガーンジーの住人及びイギリス市民がガーンジーの旗の代わりとして、また商船旗として用いるために制定された。2000年、ガーンジー政府は政府旗としてブルー・エンサインを定めた。

## 歴史的な旗
ガーンジーでは1936年以降聖ゲオルギウス十字が旗として用いられてきた。しかしながら19世紀半ば、ガーンジーでは別の旗が用いられていたことを示唆する資料もある。これによれば白と青のチェックの柄の上に赤い聖ゲオルギウス十字を置き、カントン（左上）にユニオンジャックを描いていたという
。しかしこれが公式のものだったか、どのような場で使用されたかについては不明である。

?1863年のガーンジーの旗
? 1936年から1985年までのガーンジーの旗
? しばしばガーンジーの旗として用いられたイングランド国旗
ガーンジー副総督の旗
ガーンジーの一部、サーク島の旗
非公式のスポーツ旗

## 行政教区の旗

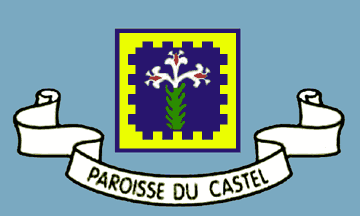
カテル（英語版）の旗
フォレスト（英語版）の旗
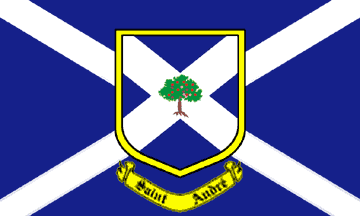
セント・アンドリュー（英語版）の旗
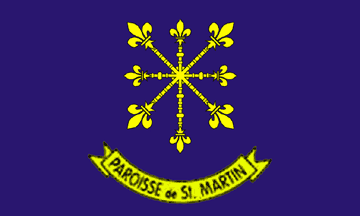
セント・マーティン（英語版）の旗
セント・ピーター・ポートの旗
サン・ピエール・デュ・ボア（英語版）の旗
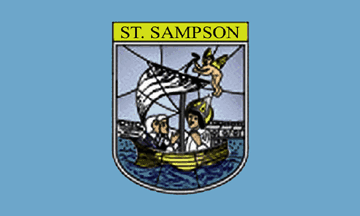
セント・サンプソン（英語版）の旗
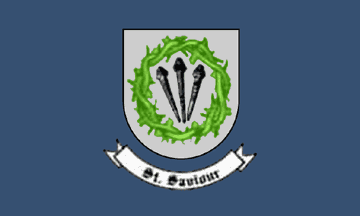
セント・セイヴァー（英語版）の旗
トーテヴァル（英語版）の旗
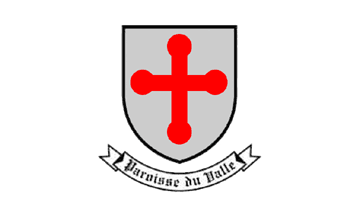
ヴェール（英語版）の旗